# Синица (Киевская область)
Сини́ца (укр. Синиця) — село, входит в Богуславский район Киевской области Украины.
Население по переписи 2001 года составляло 378 человек. Почтовый индекс — 09711. Телефонный код — 456149. Занимает площадь 2,7 км². Код КОАТУУ — 3220687001.

## Местный совет
09711, Киевская обл., Богуславский р-н, с. Синица

## История
В XIX веке село Синица было в составе Богуславской волости Каневского уезда Киевской губернии. В селе была Воскресенская церковь.